# Papago
Papago (Tohono O'odham), pleme Piman Indijanaca južno i jugoistočno od rijeke Gile u Arizoni i susjednoj Sonori, kraju po njima prozvanim Papaguería. Brojnost im je bila oko 6.000 pripadnika prije kontakta s bijelcima, a u ovom tisućljeću 11.400 (2004.) u rezervatu Papago ili Sells i 1.800 u Sonori. 

## Ime
Ime Papago nastalo je od papáh (grah), i óotam (narod), eng. "beansmen", "bean-people", španj. "Frijoleros". Sami sebe nazivaju Tohono O'odham ili "pustinjski narod". 

## Ogranci i sela
Acachin, Alcalde, Ana, Anicam, Areitorae, Ati, Babasaqui, Bacapa, Baipia, Bajio, Batequi, Boco del Arroyo, Caborca, Caca Chimir, Cahuabi, Canoa, Casca, Charco, Chioro, Chuba, Coca, Comohuabi, Cops, Cubac, Cuitciabaqui, Cuitoat, Cujant, Cumaro, Elogio, Fresnal, Guadalupe, Gubo, Juajona, Junostaca, Macombo, Mesquite, Milpais, Nariz, Oapars, Ocaboa, Oiaur, Onia, Ooltan, Otean, Perigua, Perinimo, Piato (oni su iz Sonore, i prema Swantonu, možda identični Indijancima Soba), Poso Blanco, Poso Verde, Purificación (?), Quitovaquita, Raton, San Bonifación, San Cosme, Sand Papago, San Ignacio (?), San Lazaro, San Luis Babi (?), San Martin, San Rafael, Santa Barbara (?), Santa Rosa, Saric (?), Saucita, Shuuk, Sierra Blanca, Soba (velika grana Papaga, pripadaju im sela Carborica, Batequi, Mata, Pitic i San Ildefonso), Sonoita, Tachilta, Tacquison, Tecolote, Tubasa, Tubutama, Valle, Zuñiga.

## Povijest
Papage prvi susreće 1694. godine otac Eusebio Francisco Kino. Bili su naseljeni u 28 sela u Arizoni i 30 u Meksiku. Prve misije među njima, San Xavier del Bac i San Miguel de Guevavi, utemeljili su 1731. Felipe Segresser i Juan Bautista Grashoffer, a bile su namijenjene i Pima Indijancima. U 19. stoljeću dolazak rudara (1854.), te rat protiv Apača ([1856]) i postavljanje željezničke pruge (1879.) imali su znatniji upliv na život Papaga. Godine 1872. za njih je utemeljen rezervat San Xavier, a 1916., rezervat Ak Chin ili Maricopa. Tek 1917. godine osnovan je veliki rezervat Papago ili Sells. U ova tri rezervata i u susjednim predjelima danas živi oko 20.000 Papaga. Od 1986. godine službeno se, umjesto Papago, zovu Tohono O'odham.

## Život i običaji
Papago su polusjedilačko pleme koje je poznavalo irigaciju i bavilo se uzgojem kukuruza, graha i pamuka, a sakupljali su i voće golemih kaktusa saguaro. Parazitska biljka camote (ammobroma sonorae, danas Pholisma sonorae) koja pripada porodici Lennoaceae, a raste na pješčanim dinama suhog američkog Jugozapada, također se često kod njih upotrebljavala u prehrani. Camote je nazivana i imenima "pješčani kruh" (eng. "sand bread") ili "pješčana hrana" (eng. "sand food"). Žene Papaga poznate su po košaraštvu, a bavile su se i lončarstvom. Sol su Papagi sakupljali po lagunama i kasnije je prodavali drugim plemenima. Narodna nošnja je izvorno oskudna - pregačice, nalik g-stringu (poput današnjih tanga) za muškarce i kratke suknjice za žene. Kasnije od Meksikanaca preuzimaju pončo, nazivan kahtani, a žene duge pamučne haljine. Ljetne nastambe bile su štitnici od granja.

## Vanjske poveznice
|  | Zajednički poslužitelj ima još gradiva o temi Papago |

- Hodge, Papago Indian Tribe History
- Papago  Arhivirana inačica izvorne stranice od 7. rujna 2006. (Wayback Machine)
- James Mooney, Pápago Indians